# Gumatireservoaren
Gumatireservoaren (georgiska: გუმათის წყალსაცავი, Gumatis tsqalsatsavi) är en reservoar i floden Rioni i Georgien. Den ligger i den centrala delen av landet, 190 km väster om huvudstaden Tbilisi. Gumatireservoaren ligger 205 meter över havet. I omgivningarna växer i huvudsak blandskog.